# ヌナブト北極大学
ヌナブト北極大学（ヌナブトほっきょくだいがく、イヌクティトゥット語: ᓄᓇᕗᒻᒥᓯᓚᑦᑐᖅᓴᕐᕕᒃ, フランス語: Collège de l’Arctique du Nunavut, 英語: Nunavut Arctic College）は、公立のコミュニティ・カレッジでカナダのヌナブト準州にある。複数のキャンパスをかまえ、準州政府が出資する公的機関として運営されている。

## 歴史
設立は1995年。前身はノースウエスト準州が1968年に設立した職業訓練センターである。

## キャンパス

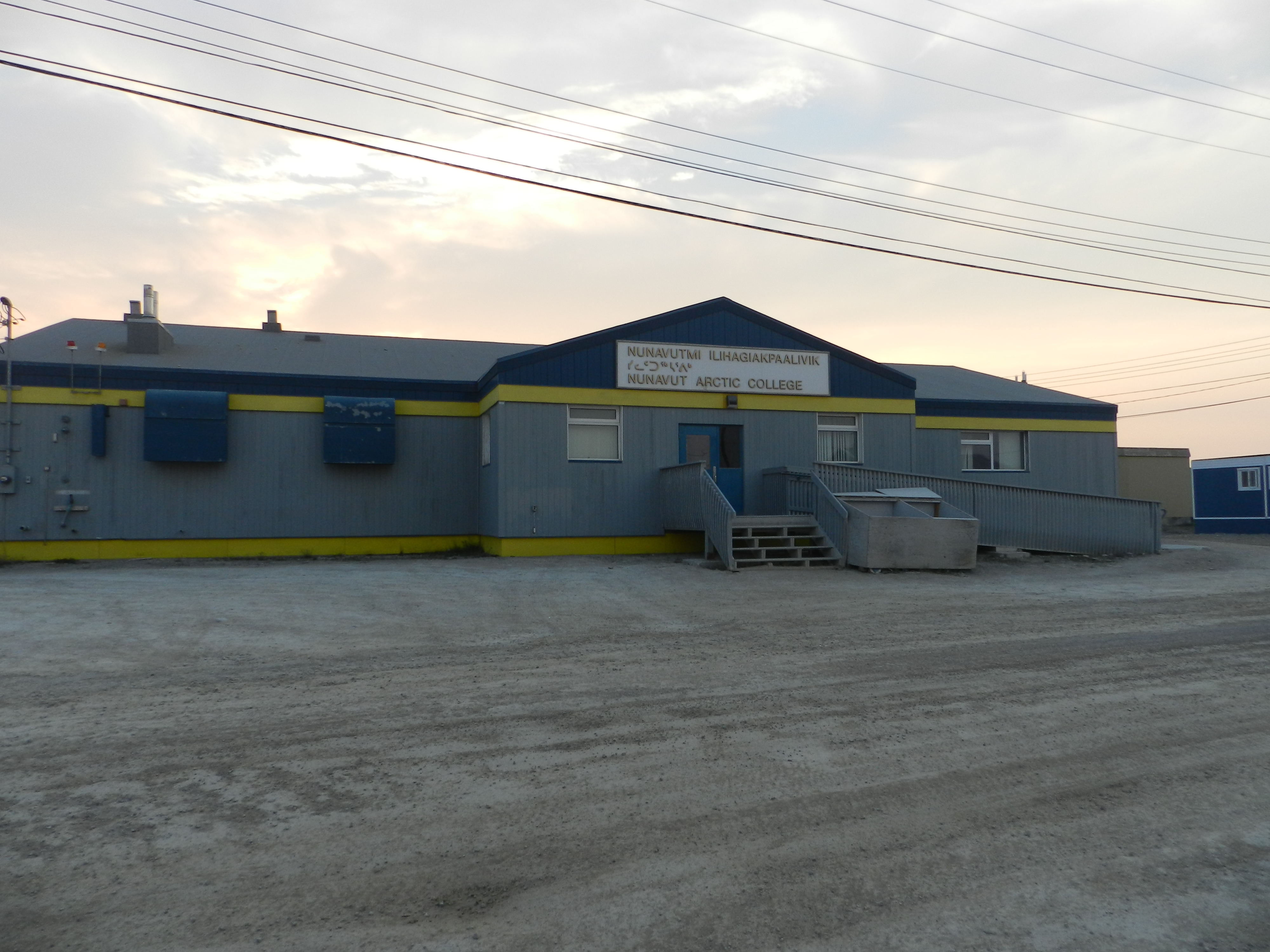
ケンブリッジ・ベイにある校舎のひとつ

大学は3つのキャンパスと、以下を含む地域学習施設24件を有している。
- 本部（アルヴィアト（英語版））
- キティクメオ校舎（ケンブリッジ・ベイ）
- キヴァリク校舎（ランキン・インレット（英語版））
- ヌナッタ校舎（イカルイト）
- 研究所（本部、ケンブリッジ・ベイ、ランキン・インレットに加えてイカルイトとイグルーリク（英語版））
- イヌイット文化学習センター（クライド・リヴァー（英語版）、ベイカー・レイク（英語版）、イグルーリク）

3つのキャンパスはそれぞれ構内に学生寮を備え、政府が示す規定の単位数を履修する（フルタイムの）学生の入寮を認めている。

## 提携
同じヌナブト準州内にあるアキツィラク法科大学からの講師の招聘や、やはり北極圏にあるフィンランドの北極大学とも交流がある。
その他の学術提携には、ニューファンドランドメモリアル大学とのヌナブト教員研修プログラム、ダルハウジー大学との看護プログラムなどがある。